# Israele ai Giochi della XXVIII Olimpiade
Israele partecipò ai Giochi della XXVIII Olimpiade, svoltisi ad Atene, Grecia, dal 13 al 29 agosto 2004, con una delegazione di 36 atleti impegnati in quattordici discipline.

## Medaglie
Medaglie d'oro
| Medaglia | Nome        | Sport | Evento                  |
| -------- | ----------- | ----- | ----------------------- |
| Oro      | Gal Fridman | Vela  | Classe Mistral maschile |

Medaglie di bronzo
| Medaglia | Nome        | Sport | Evento          |
| -------- | ----------- | ----- | --------------- |
| Bronzo   | Ariel Zeevi | Judo  | 100 kg maschile |

## Delegazione
| Sport               | Uomini | Donne | Totale |
| ------------------- | ------ | ----- | ------ |
| Atletica leggera    | 3      | 2     | 5      |
| Canoa/kayak         | 2      | 1     | 3      |
| Ginnastica          | 1      | 1     | 2      |
| Judo                | 4      | 1     | 5      |
| Lotta               | 3      | -     | 3      |
| Nuoto               | -      | 2     | 2      |
| Nuoto sincronizzato | -      | 2     | 2      |
| Scherma             | -      | 1     | 1      |
| Taekwondo           | -      | 1     | 1      |
| Tennis              | 2      | 1     | 3      |
| Tennistavolo        | -      | 1     | 1      |
| Tiro                | 2      | -     | 2      |
| Vela                | 3      | 3     | 6      |
| Totale              | 20     | 16    | 36     |

## Risultati

### Atletica leggera
| Q | Qualificato al turno successivo per la Classifica in qualificazione                                                          |
| q | Qualificato per il turno successivo per ripescaggio o, negli eventi su campo, conquistando la misura minima per qualificarsi |

Maschile
Eventi su pista e strada
| Atleta        | Evento            | Finale    | Finale     |
| Atleta        | Evento            | Risultato | Classifica |
| ------------- | ----------------- | --------- | ---------- |
| Asaf Bimro    | Maratona maschile | 2h25'20"  | 59º        |
| Haile Satayin | Maratona maschile | 2h17'25"  | 20º        |

Eventi sul campo
| Atleta             | Evento           | Qualificazioni | Qualificazioni | Finale   | Finale     |
| Atleta             | Evento           | Distanza       | Classifica     | Distanza | Classifica |
| ------------------ | ---------------- | -------------- | -------------- | -------- | ---------- |
| Aleksandr Averbuch | Salto con l'asta | 5.70           | =1º Q          | 5.65     | 8º         |

Femminile
Eventi su pista e strada
| Atleta        | Evento             | Qualificazioni | Qualificazioni | Semifinale      | Semifinale      | Finale          | Finale          |
| Atleta        | Evento             | Risultato      | Classifica     | Risultato       | Classifica      | Risultato       | Classifica      |
| ------------- | ------------------ | -------------- | -------------- | --------------- | --------------- | --------------- | --------------- |
| Irina Lenskiy | 100 m ostacoli     | 13"75          | 8ª             | non qualificata | non qualificata | non qualificata | non qualificata |
| Nili Abramski | Maratona femminile | N.D.           | N.D.           | N.D.            | N.D.            | 2h48'08"        | 42ª             |

### Canoa/kayak

#### Sprint
Maschile
| Atleta           | Evento  | Batteria  | Batteria   | Semifinale | Semifinale | Finale          | Finale          |
| Atleta           | Evento  | Risultato | Classifica | Risultato  | Classifica | Risultato       | Classifica      |
| ---------------- | ------- | --------- | ---------- | ---------- | ---------- | --------------- | --------------- |
| Michael Kolganov | K1 500  | 1'39"745  | 4º q       | 1'43"411   | 8º         | non qualificato | non qualificato |
| Roei Yellin      | K1 1000 | 3'34"036  | 3º q       | 3'30"005   | 3º Q       | 3'43"485        | 9º              |

Femminile
| Atleta              | Evento | Batteria  | Batteria   | Semifinale | Semifinale | Finale    | Finale     |
| Atleta              | Evento | Risultato | Classifica | Risultato  | Classifica | Risultato | Classifica |
| ------------------- | ------ | --------- | ---------- | ---------- | ---------- | --------- | ---------- |
| Larisa Peysakhovich | K1 500 | 1'54"234  | 3ª q       | 1'55"096   | 2ª Q       | 1'53"089  | 6ª         |

### Ginnastica

#### Ginnastica artistica
Maschile
Individuale
| Atleta       | Evento               | Qualificazione | Qualificazione | Qualificazione | Qualificazione | Qualificazione | Qualificazione | Qualificazione | Qualificazione | Finale   | Finale   | Finale   | Finale   | Finale   | Finale   | Finale | Finale    |
| Atleta       | Evento               | Attrezzo       | Attrezzo       | Attrezzo       | Attrezzo       | Attrezzo       | Attrezzo       | Totale         | Posizione      | Attrezzo | Attrezzo | Attrezzo | Attrezzo | Attrezzo | Attrezzo | Totale | Posizione |
| Atleta       | Evento               | CL             | C              | A              | V              | P              | S              | Totale         | Posizione      | CL       | C        | A        | V        | P        | S        | Totale | Posizione |
| ------------ | -------------------- | -------------- | -------------- | -------------- | -------------- | -------------- | -------------- | -------------- | -------------- | -------- | -------- | -------- | -------- | -------- | -------- | ------ | --------- |
| Pavel Gofman | Concorso individuale | 9.437          | 9.475          | 9.462          | 9.375          | 9.612          | 9.362          | 56.723         | 12º Q          | 9.100    | 9.262    | 9.425    | 9.112    | 9.725    | 9.062    | 55.686 | 19º       |

#### Ginnastica ritmica
Femminile
| Atleta            | Evento               | Qualificazione | Qualificazione | Qualificazione | Qualificazione | Qualificazione | Qualificazione | Finale          | Finale          | Finale          | Finale          | Finale          | Finale          |
| Atleta            | Evento               | Cerchio        | Palla          | Clavi          | Nastro         | Totale         | Classifica     | Cerchio         | Palla           | Clavi           | Nastro          | Totale          | Classifica      |
| ----------------- | -------------------- | -------------- | -------------- | -------------- | -------------- | -------------- | -------------- | --------------- | --------------- | --------------- | --------------- | --------------- | --------------- |
| Katerina Pisetsky | Concorso individuale | 22.675         | 22.750         | 23.100         | 21.425         | 89.950         | 16ª            | non qualificata | non qualificata | non qualificata | non qualificata | non qualificata | non qualificata |

### Judo
Maschile
| Atleta        | Evento  | Preliminari              | 16-esimi di finale                | Ottavi di finale            | Quarti di finale          | Semifinali           | Ripescaggio 1            | Ripescaggio 2               | Ripescaggio 3             | Finale / FB                     | Finale / FB     |
| Atleta        | Evento  | Avversario Risultato     | Avversario Risultato              | Avversario Risultato        | Avversario Risultato      | Avversario Risultato | Avversario Risultato     | Avversario Risultato        | Avversario Risultato      | Avversario Risultato            | Posizione       |
| ------------- | ------- | ------------------------ | --------------------------------- | --------------------------- | ------------------------- | -------------------- | ------------------------ | --------------------------- | ------------------------- | ------------------------------- | --------------- |
| Gal Yekutiel  | −60 kg  | Techov (LTU) V 0101–0000 | Williams-Murray (USA) P 0000–1010 | non qualificato             | non qualificato           | non qualificato      | non qualificato          | non qualificato             | non qualificato           | non qualificato                 | non qualificato |
| Ehud Vaks     | −66 kg  | N.D.                     | Miresmaeili (IRI) V WO            | Meridja (ALG) P 0000–0010   | non qualificato           | non qualificato      | non qualificato          | non qualificato             | non qualificato           | non qualificato                 | non qualificato |
| Yoel Razvozov | −73 kg  | Bye                      | Martínez (CUB) V 1000–0000        | Fernandes (FRA) P 0001–1000 | non qualificato           | non qualificato      | Xie Jh (CHN) V 1100–0000 | Guilheiro (BRA) P 0020–1101 | non qualificato           | non qualificato                 | 9º              |
| Ariel Zeevi   | −100 kg | Bye                      | Sabino (BRA) V 1010–0100          | Monti (ITA) V 1011–0111     | Jang Sh (KOR) V 0110–1002 | non qualificato      | Bye                      | Moussima (CMR) V 0210–0000  | Lemaire (FRA) V 1001–0000 | van der Geest (NED) P 1002–0001 | Bronzo          |

Femminile
| Atleta          | Evento | 16-esimi di finale   | Ottavi di finale           | Quarti di finale     | Semifinali           | Ripescaggio 1        | Ripescaggio 2        | Ripescaggio 3        | Finale / FB          | Finale / FB     |
| Atleta          | Evento | Avversario Risultato | Avversario Risultato       | Avversario Risultato | Avversario Risultato | Avversario Risultato | Avversario Risultato | Avversario Risultato | Avversario Risultato | Posizione       |
| --------------- | ------ | -------------------- | -------------------------- | -------------------- | -------------------- | -------------------- | -------------------- | -------------------- | -------------------- | --------------- |
| Michal Feinblat | −52 kg | Bye                  | Monteiro (POR) P 0000–1010 | non qualificata      | non qualificata      | non qualificata      | non qualificata      | non qualificata      | non qualificata      | non qualificata |

### Lotta

#### Greco-romana
Maschile
| Atleta               | Evento  | Fase a gironi        | Fase a gironi        | Fase a gironi | Quarti di finale     | Semifinale           | Finale / FB          | Finale / FB |
| Atleta               | Evento  | Avversario Risultato | Avversario Risultato | Pos.          | Avversario Risultato | Avversario Risultato | Avversario Risultato | Pos.        |
| -------------------- | ------- | -------------------- | -------------------- | ------------- | -------------------- | -------------------- | -------------------- | ----------- |
| Yasha Manasherov     | −74 kg  | Khamilov (KAZ) P 0–3 | Recuero (ESP) P 0–5  | 3º            | non qualificato      | non qualificato      | non qualificato      | 19º         |
| Gotsha Tsitsiashvili | −84 kg  | Noumonvi (FRA) V 4–0 | Mišin (RUS) P 0–3    | 2º            | non qualificato      | non qualificato      | non qualificato      | 14º         |
| Yuri Evseitchik      | −120 kg | López (CUB) P 0–3    | Gül (TUR) P 0–3      | 3º            | non qualificato      | non qualificato      | non qualificato      | 19º         |

### Nuoto
Femminile
| Atleta            | Evento             | Batteria  | Batteria   | Semifinale      | Semifinale      | Finale          | Finale          |
| Atleta            | Evento             | Risultato | Classifica | Risultato       | Classifica      | Risultato       | Classifica      |
| ----------------- | ------------------ | --------- | ---------- | --------------- | --------------- | --------------- | --------------- |
| Vered Borochovski | 100 m dorso        | 1'00"69   | 26ª        | non qualificata | non qualificata | non qualificata | non qualificata |
| Vered Borochovski | 200 m misti        | 2'20"62   | 24ª        | non qualificata | non qualificata | non qualificata | non qualificata |
| Anna Gostomelsky  | 50 m stile libero  | 26"72     | 35ª        | non qualificata | non qualificata | non qualificata | non qualificata |
| Anna Gostomelsky  | 100 m stile libero | 57"15     | 32ª        | non qualificata | non qualificata | non qualificata | non qualificata |
| Anna Gostomelsky  | 100 m dorso        | 1'04"06   | 28ª        | non qualificata | non qualificata | non qualificata | non qualificata |

### Nuoto sincronizzato
Femminile
| Atleta                         | Evento | Qualificazioni    | Qualificazioni   | Qualificazioni | Qualificazioni | Finale            | Finale           | Finale          | Finale          |
| Atleta                         | Evento | Programma tecnico | Programma libero | Punti totali   | Posizione      | Programma tecnico | Programma libero | Punti totali    | Posizione       |
| ------------------------------ | ------ | ----------------- | ---------------- | -------------- | -------------- | ----------------- | ---------------- | --------------- | --------------- |
| Anastasia Gloushkov Inna Yoffe | Duo    | 42,750            | 43,000           | 85,750         | 17ª            | non qualificate   | non qualificate  | non qualificate | non qualificate |

### Scherma
Femminile
| Atleta        | Evento               | Sedicesimi di finale | Ottavi di finale     | Quarti di finale     | Semifinali           | Finale               | Finale          |
| Atleta        | Evento               | Avversaria Risultato | Avversaria Risultato | Avversaria Risultato | Avversaria Risultato | Avversaria Risultato | Classifica      |
| ------------- | -------------------- | -------------------- | -------------------- | -------------------- | -------------------- | -------------------- | --------------- |
| Ayelet Ohayon | Fioretto individuale | Bauer (GER) P 10–15  | non qualificata      | non qualificata      | non qualificata      | non qualificata      | non qualificata |

### Taekwondo
Femminile
| Atleta     | Evento | Ottavi                | Quarti               | Semifinali           | Ripescaggio 1        | Ripescaggio 2        | Finale / FB          | Pos. |
| Atleta     | Evento | Avversaria Punteggio  | Avversaria Punteggio | Avversaria Punteggio | Avversaria Punteggio | Avversaria Punteggio | Avversaria Punteggio | Pos. |
| ---------- | ------ | --------------------- | -------------------- | -------------------- | -------------------- | -------------------- | -------------------- | ---- |
| Maya Arusi | -49 kg | Contreras (VEN) P 1–5 | non qualificata      | non qualificata      | non qualificata      | non qualificata      | non qualificata      | 5ª   |

### Tennis
Maschile
| Atleta                   | Evento | Trentaduesimi       | Sedicesimi                             | Ottavi di finale                       | Quarti di finale                           | Semifinali          | Finale / FB         | Finale / FB     |
| Atleta                   | Evento | Avversari Punteggio | Avversari Punteggio                    | Avversari Punteggio                    | Avversari Punteggio                        | Avversari Punteggio | Avversari Punteggio | Classifica      |
| ------------------------ | ------ | ------------------- | -------------------------------------- | -------------------------------------- | ------------------------------------------ | ------------------- | ------------------- | --------------- |
| Jonathan Erlich Andy Ram | Doppio | N.D.                | Enqvist / Söderling (SWE) V (7–5, 6–3) | Andreev / Davydenko (RUS) V (6–4, 6–1) | Kiefer / Schüttler (GER) P (6–2, 2–6, 2–6) | non qualificati     | non qualificati     | non qualificati |

Femminile
| Atleta         | Evento  | Trentaduesimi             | Sedicesimi           | Ottavi di finale     | Quarti di finale     | Semifinali           | Finale / FB          | Finale / FB     |
| Atleta         | Evento  | Avversaria Punteggio      | Avversaria Punteggio | Avversaria Punteggio | Avversaria Punteggio | Avversaria Punteggio | Avversaria Punteggio | Classifica      |
| -------------- | ------- | ------------------------- | -------------------- | -------------------- | -------------------- | -------------------- | -------------------- | --------------- |
| Anna Smashnova | Singolo | Garbin (ITA) P (2–6, 1–6) | non qualificata      | non qualificata      | non qualificata      | non qualificata      | non qualificata      | non qualificata |

### Tennistavolo
Femminile
| Atleta            | Evento            | 1º turno             | 2º turno             | 3º turno             | 4º turno             | Quarti di finale     | Semifinali           | Finale / FB          | Finale / FB     |
| Atleta            | Evento            | Avversaria Risultato | Avversaria Risultato | Avversaria Risultato | Avversaria Risultato | Avversaria Risultato | Avversaria Risultato | Avversaria Risultato | Pos.            |
| ----------------- | ----------------- | -------------------- | -------------------- | -------------------- | -------------------- | -------------------- | -------------------- | -------------------- | --------------- |
| Marina Kravchenko | Singolo femminile | Volakakī (GRE) V 4–0 | Bădescu (ROM) V 4–2  | Boroš (CRO) P 0–4    | non qualificata      | non qualificata      | non qualificata      | non qualificata      | non qualificata |

### Tiro a segno/volo
Maschile
| Atleta            | Evento                          | Qualificazioni | Qualificazioni | Finale          | Finale          |
| Atleta            | Evento                          | Punti          | Classifica     | Punti           | Classifica      |
| ----------------- | ------------------------------- | -------------- | -------------- | --------------- | --------------- |
| Alexander Danilov | Pistola 10 metri aria compressa | 577            | =20º           | non qualificato | non qualificato |
| Alexander Danilov | Pistola 50 m                    | 554            | =15º           | non qualificato | non qualificato |
| Guy Starik        | Carabina 50 m a terra           | 592            | =16º           | non qualificato | non qualificato |

### Vela
Maschile
| Atleta                | Evento  | Regata | Regata | Regata | Regata | Regata | Regata | Regata | Regata | Regata | Regata | Regata | Punteggio netto | Classifica finale |
| Atleta                | Evento  | 1      | 2      | 3      | 4      | 5      | 6      | 7      | 8      | 9      | 10     | M*     | Punteggio netto | Classifica finale |
| --------------------- | ------- | ------ | ------ | ------ | ------ | ------ | ------ | ------ | ------ | ------ | ------ | ------ | --------------- | ----------------- |
| Gal Fridman           | Mistral | 8      | 3      | 5      | 5      | 1      | 7      | 5      | 1      | 8      | 5      | 2      | 42              | Oro               |
| Udi Gal Gideon Kliger | 470     | 19     | 12     | 6      | 8      | 23     | 9      | 5      | 11     | 23     | 12     | dq     | 128             | 15ª               |

Femminile
| Atleta                      | Evento  | Regata | Regata | Regata | Regata | Regata | Regata | Regata | Regata | Regata | Regata | Regata | Punteggio netto | Classifica finale |
| Atleta                      | Evento  | 1      | 2      | 3      | 4      | 5      | 6      | 7      | 8      | 9      | 10     | M*     | Punteggio netto | Classifica finale |
| --------------------------- | ------- | ------ | ------ | ------ | ------ | ------ | ------ | ------ | ------ | ------ | ------ | ------ | --------------- | ----------------- |
| Lee Korzits                 | Mistral | 15     | 15     | 12     | 17     | 12     | 8      | 14     | 12     | 7      | 10     | 12     | 117             | 13ª               |
| Nike Kornecki Vered Buskila | 470     | OCS    | 11     | RAF    | 19     | 6      | 13     | 12     | 5      | 4      | 13     | 18     | 122             | 18ª               |